# A1 (Litouwen)
De A1 is de belangrijkste hoofdweg van Litouwen. De weg is 331 kilometer lang en verbindt de hoofdstad Vilnius met de tweede stad Kaunas en de Oostzee bij Klaipėda (het vroegere Memel). De E85 loopt over de gehele lengte mee. 
A1 · A2 · A3 · A4 · A5 · A6 · A7 · A8 · A9 · A10 · A11 · A12 · A13 · A14 · A15 · A16 · A17 · A18 · A19